# GR-19. Sendero del Sobrarbe

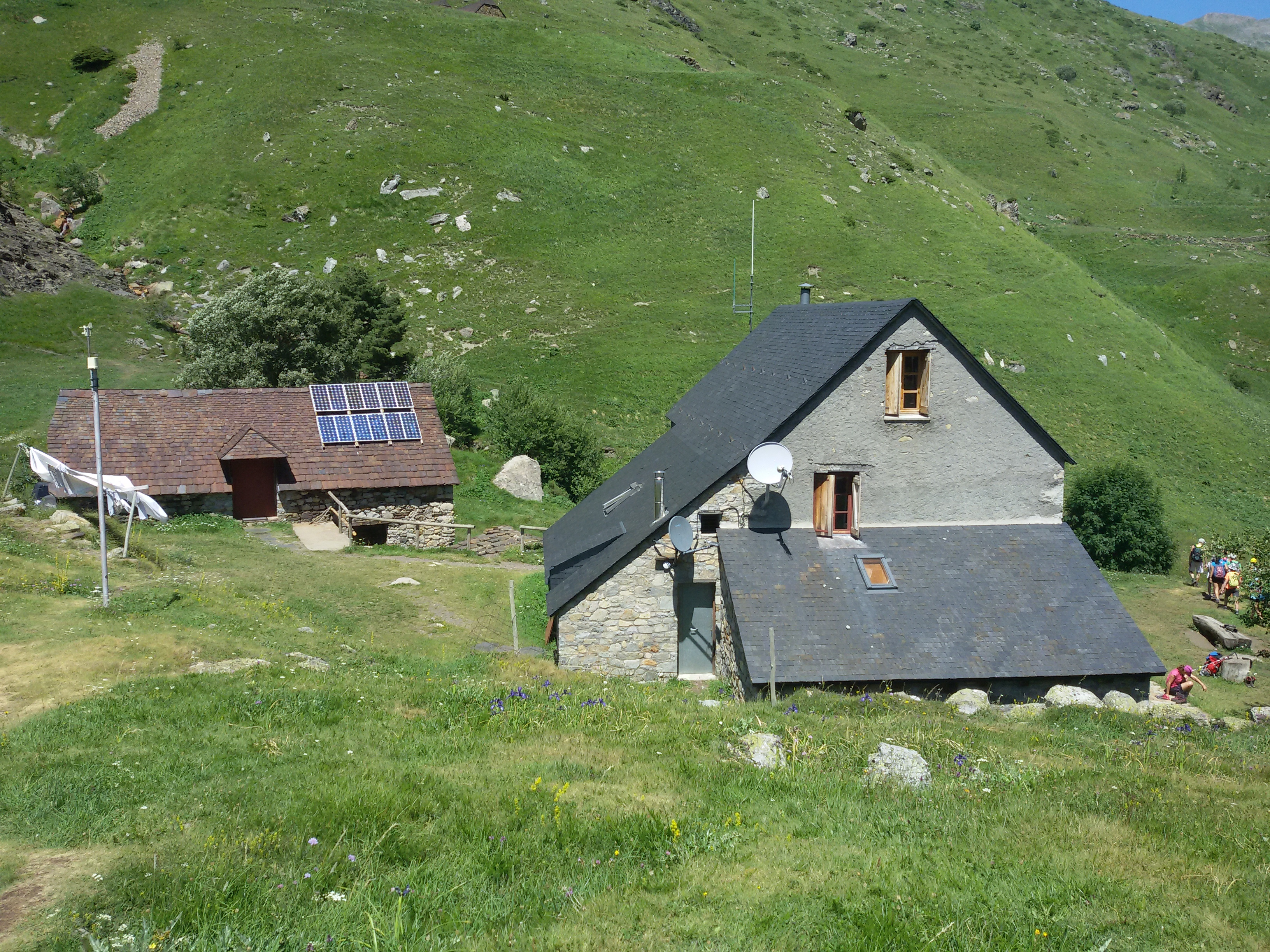
Refugio de Viadós, en el valle de Gistaín, inicio del GR-19

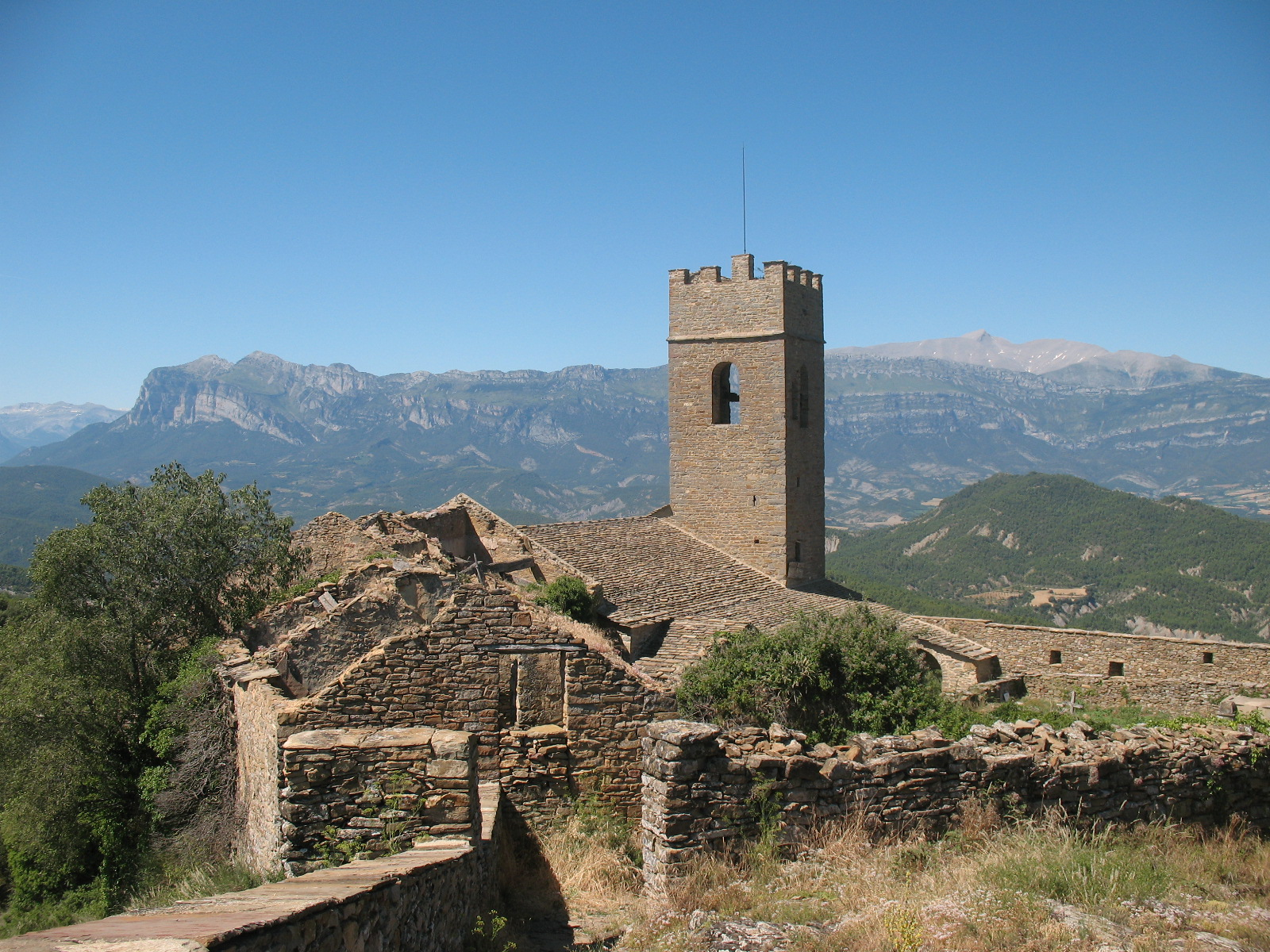
Despoblado de Muro de Roda, final del GR-19, en la Sierra de Muro de Roda, que separa el valle del Cinca de la subcomarca de La Fueva.

El GR-19, también conocido como Sendero del Sobrarbe, es un sendero de gran recorrido que atraviesa la comarca del Sobrarbe de norte a sur. Esta comarca montañosa, en el norte de Huesca y fronteriza con Francia, abarca varias cimas importantes, el Parque nacional de Ordesa y el Parque natural Posets-Maladeta, al norte, y una parte del Parque natural de la Sierra y los Cañones de Guara, al sur.
El Sendero del Sobrarbe recorre unos 777 km en 5 etapas. Sale del refugio de Viadós, en el valle de Gistaín, al oeste de Posets. Sigue el curso del río Cinqueta y luego del Cinca, pasa junto a la Peña Montañesa, Ainsa y la subcomarca de A Fueva (capital La Fueva), terminando en el despoblado de Muro de Roda.
Una variante, el GR-19.1, sale de Sin, en la segunda etapa, pasa por Bielsa y termina en Tella. Se hace en dos etapas y tiene 25,4 km.

## Itinerario

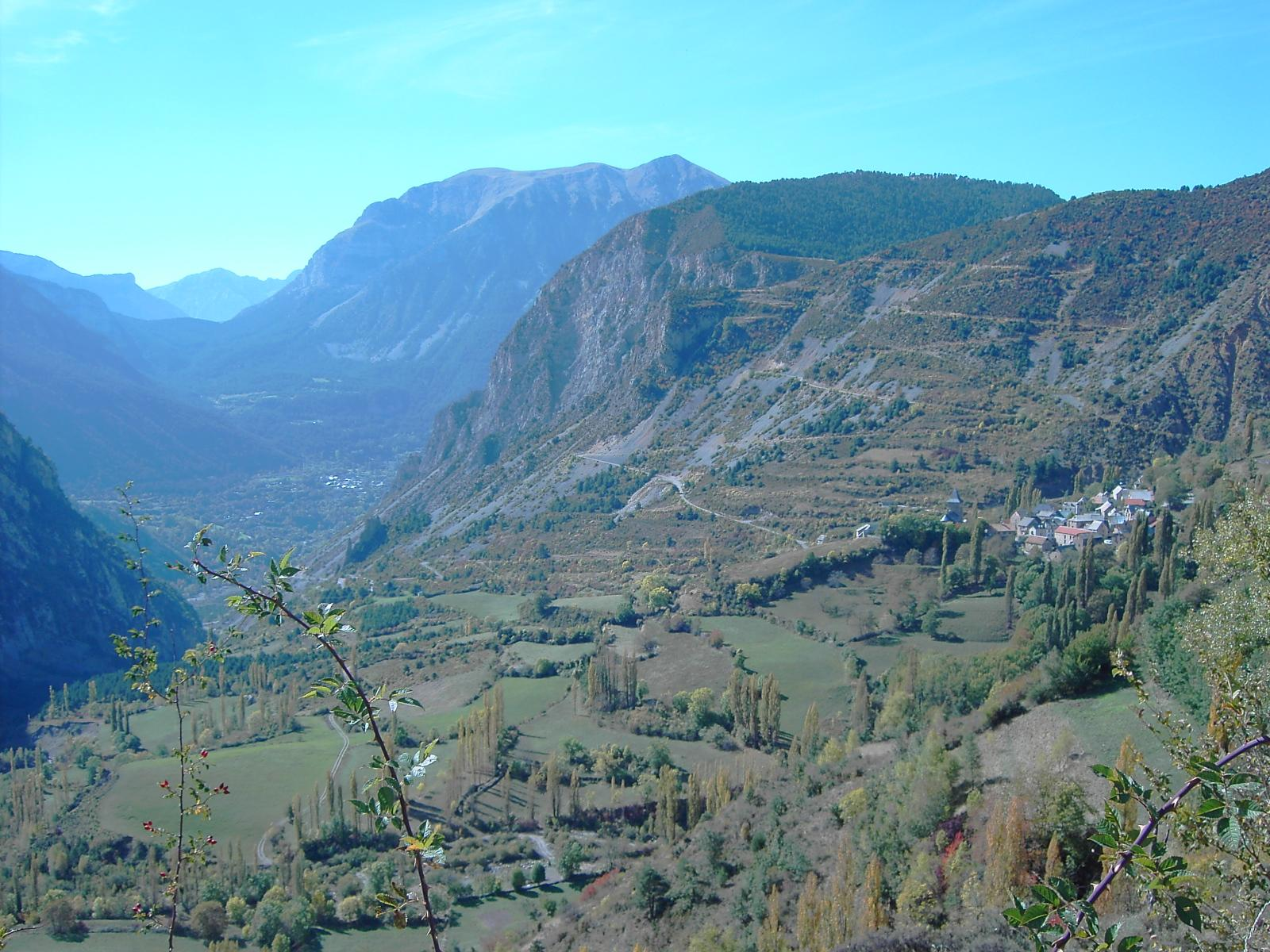
Valle de La Comuna visto desde Señes. A la derecha, el municipio de Sin.

- Etapa 1. Refugio de Viadós-Gistaín, 10,8 km.[2]
- Etapa 2. Gistaín-Serveto-Sin-Salinas de Sin (también conocida como Salinas de Bielsa), 13,5 km.[3] El pueblo de Sin[4] pertenece al municipio de Tella-Sin. Desde Sin (Huesca)Sin, a 1200–1250 m, hay una fuerte subida a la collada Sebillún, al oeste, a 1450 m, y luego un largo descenso por la ladera hasta las salinas de Bielsa o de Sin, en la confluencia del Cinqueta con el Cinca, a 800 m.
- Etapa 3. Salinas de Sin (o de Bielsa)[5]-Tella-Lafortunada-Hospital de Tella-Laspuña, 22,4 km. Entre Tella y Lafortunada tramo común con el GR-15.[6]
- Etapa 4. Laspuña-Araguás-Ainsa, 12,8 km.[7]
- Etapa 5. Ainsa-Banastón-Griébal-Muro de Roda (Enlace con GR-1), 17,2 km.[8]

#### Variante GR-18.1

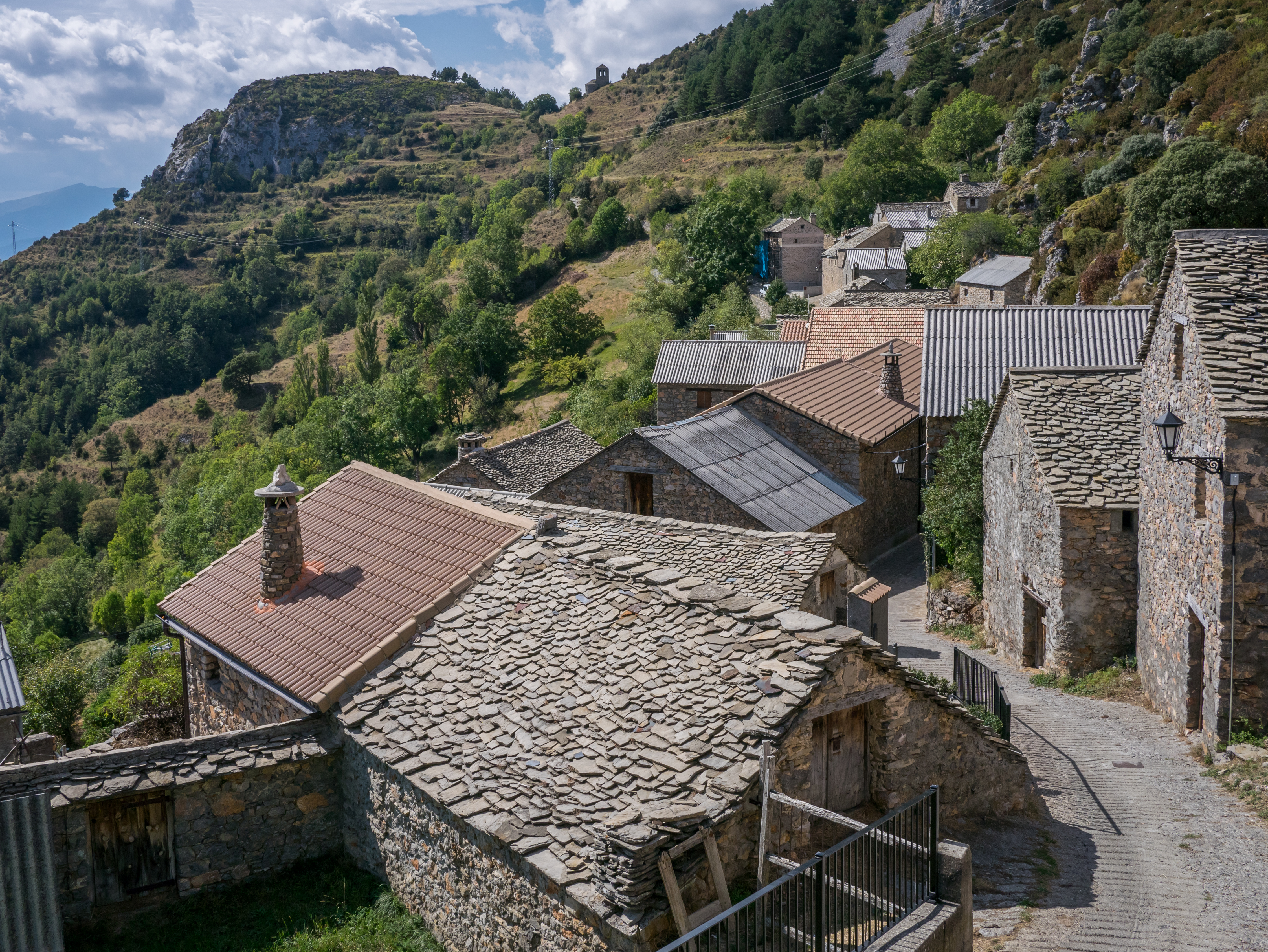
Tella

- Etapa 1. Sin-Señes-Bielsa, 14,6 km.[9] El camino sale del albergue de Sin (1250 m) hacia el este, sube hasta el despoblado de Señes, a 1370 m, que ya pertenece al municipio de Plan, antes de llegar a Serveto, y poco después abandona el GR-19 para dirigirse hacia el nordeste y dar una gran vuelta rodeando el pico de L'Orbar (2420 m).[10] El camino sube hasta el collado de la Cruz de Guardia, a 2103 m, y desciende hacia el oeste por el barranco de Salastro para acabar bordeando la montaña y acabar en el campin de Bielsa y Bielsa, a 1026 m.
- Etapa 2. Bielsa-Tella, 10,8 km.[11] En esta etapa, el camino coincide con un tramo del GR-19, pues desde Bielsa sube al embalse de Pineta, al oeste y luego hacia el sur, asciende hasta el refugio Montinier[12] (1670 m) y el Portiello de Tella, a 2089 m, cruzando la sierra de las Sucas para luego bajar hasta Tella (1340 m), capital del municipio de Tella-Sin y donde se encuentra con el GR-15.